# Drago Peterka
Drago Peterka (Ljubljana, 29. VIII. 1942. – Ljubljana, 5. III. 1989.), bivši slovenski i hrvatski košarkaš. 
1960-ih i početkom '70-ih igrao u Hrvatskoj.

## Igračka karijera

### Klupska karijera
U karijeri je igrao za ljubljanski Slovan i splitsku Jugoplastiku. 
S Jugoplastikom je igrao u finalu Kupa europskih prvaka 1971./72. godine. U sastavu su još bili Petar Skansi, Rato Tvrdić, Damir Šolman, Zdenko Prug, Mihajlo Manović, Lovre Tvrdić, Dražen Tvrdić, Duje Krstulović, Mirko Grgin, Branko Macura, Ivo Škarić, Zoran Grašo, a sastav je vodio Branko Radović.
1975./76. je osvojio s Jugoplastikom Kup Radivoja Koraća. U sastavu su još igrali Željko Jerkov, Rato Tvrdić, Mlađan Tudor, Mirko Grgin, Duje Krstulović, Damir Šolman, Ivo Bilanović, Ivo Škarić, Branko Stamenković, Ivica Dukan, Mihajlo Manović, Slobodan Bjelajac, Damir Šolman, Branko Macura, a vodio ih je Petar Skansi.